# Deutsche Allgemeine Zeitung (Kasachstan)
Die Deutsche Allgemeine Zeitung (russisch Общая Немецкая Газета) ist eine  Wochenzeitung in Kasachstan. Sie erscheint in deutscher und russischer Sprache mit einer Auflage von rund 1.000 Exemplaren. Sie wurde 1966 als Freundschaft gegründet.

## Freundschaft
Seit dem 1. Januar 1966 erschien die Zeitung Freundschaft in Zelinograd als erste deutschsprachige Zeitung der Sowjetunion. Sie war ein weiterer wichtiger Teil von neuen kulturellen Möglichkeiten, die der deutschen Minderheit in Kasachstan im Prozess ihrer Rehabilitierung nach der zwangsweisen Verschickung 1941 von der Wolga gegeben wurden.
Die Zeitung wurde von der Kommunistischen Partei Kasachstans herausgegeben und stand unter deren ideologischer Kontrolle. Dennoch bot sie als Sprachrohr der deutschen Minderheit vielfältige Möglichkeiten der Information und des Austauschs und stärkte das in der Vergangenheit beschädigte Selbstbewusstsein.
Die Zeitung erschien zunächst wöchentlich, später täglich außer sonntags. Erster Chefredakteur war Alexej Borosowitsch.
Anfang 1988 wurde der Publizist Konstantin Ehrlich auf ausdrücklichen Wunsch des Redaktionskollegiums neuer Chefredakteur. Seitdem berichtete die Zeitung wesentlich offener über die Gegenwart und Vergangenheit der Deutschen in Kasachstan. Es gab neue Rubriken über die Sprache und Kultur und über die Repressionen in der Vergangenheit. Ebenso wurde ausführlich über die Politik der Perestroika von Michail Gorbatschow geschrieben und dessen reformerische Reden wörtlich abgedruckt. Dies machte die Zeitung in dieser Zeit auch für Oppositionelle in der DDR interessant, die dort mehr darüber erfuhren, als in jeder anderen für sie zugänglichen deutschsprachigen Zeitung.
1990 gelang es Konstantin Ehrlich, die Bindung an die Kommunistische Partei Kasachstans aufzuheben.

## Deutsche Allgemeine Zeitung
Seit Anfang 19921 heißt sie Deutsche Allgemeine Zeitung. Sie wurde danach wieder in eine Wochenzeitung umgewandelt.
Anfang 2000 schrieb das Ministerium für Kultur und Informationen der Republik Kasachstan einen öffentlichen Wettbewerb zum Erhalt des Blattes aus. Man wollte damit einen neuen Herausgeber finden und das traditionsreiche Blatt an die neuen wirtschaftlichen wie politischen Gegebenheiten anpassen. Neuer Herausgeber wurde dann die „Assoziation der gesellschaftlichen Vereinigungen der Deutschen Kasachstans“ zusammen mit dem kasachischen Staat.
Im Zuge der Umstrukturierung der Deutschen Minderheit wurde die Assoziation später in eine gesellschaftliche Stiftung mit dem Namen „Vereinigung der Deutschen Kasachstans ‚Wiedergeburt‘“ umbenannt, die nun als Herausgeber fungiert.
Leser der DAZ sind heute vornehmlich Deutschstämmige in Zentralasien, (Spät-)Aussiedler, Sprachschüler, Germanistik-Studenten, Zentralasieninteressierte, deutschsprachige Touristen und deutsche Expats.